# Louis de Boissy
Louis de Boissy (n. 26 noiembrie 1694 - d. 19 aprilie 1759) a fost un scriitor francez, ales ca membru în Academia Franceză pe 12 august 1754. Louis de Boissy și-a ținut în versuri primul discurs la Academia Franceză. În cursul vieții sale, a fost redactor la publicațiile Gazette de France și Mercure.

## Vedeți și
- Lista membrilor Academiei Franceze